# Liste der Mitglieder der National Academy of Design

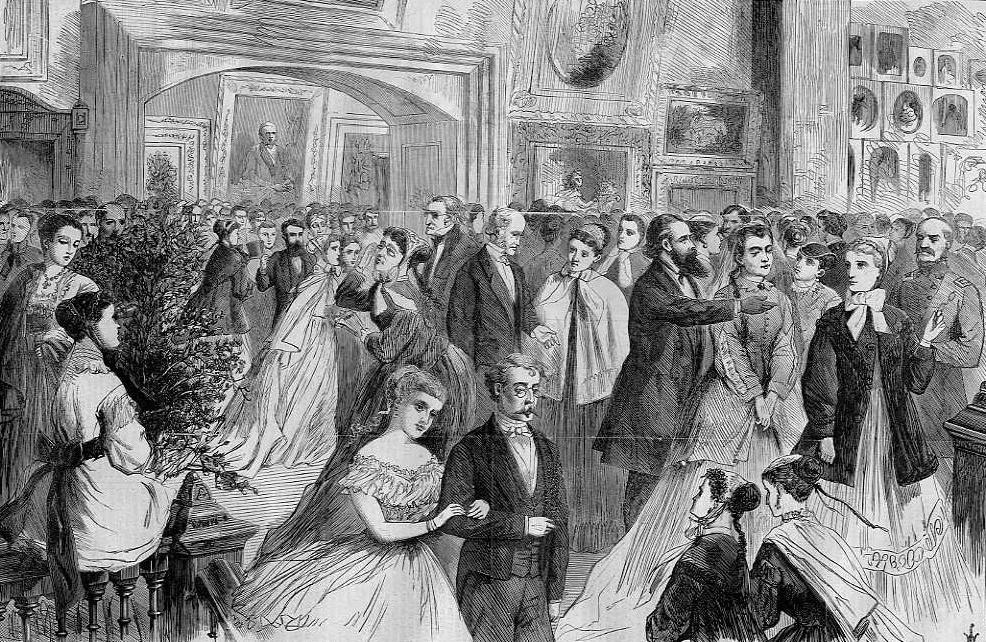
Jahresempfang der National Academy, Holzschnitt nach einer Zeichnung von William Smith Jewett (ANA 1845)

Diese Liste führt Mitglieder der National Academy of Design auf, die (mit Ausnahme der Gründungsmitglieder) nachweislich zu Mitgliedern, Ehrenmitgliedern oder Präsidenten gewählt wurden.

## Liste
Founder 1826: Gründungsmitglied
PNAD: Präsident der National Academy of Design
Honorary NA: Ehrenmitglied
ANA: Assoziiertes Mitglied
(alle anderen Vollmitglied: NA, in Klammern dahinter das Aufnahmejahr)

### A
- Edwin Austin Abbey (1902)
- Marina Abramović (2013)
- Max Abramovitz (1974)
- Vito Acconci (2013)
- Clinton Adams (1992)
- David Adjaye (2013)
- Ivan Albright (1950)
- John White Alexander (NA 1902, PNAD 1909–1915)
- Washington Allston (Honorary NA 1827)
- Edmond Romulus Amateis (1942)
- Joseph Alexander Ames (ANA 1869, NA 1870)
- Pietro Annigoni (Honorary NA 1959)
- John Annus (1979)
- Stephen Antonakos (2004)
- Richard Anuszkiewicz (1994)
- Ida Applebroog (2014)
- Siah Armajani (2012)
- Richard Artschwager (2012)
- John James Audubon (1833)
- Alice Aycock (2013)

### B
- Edmund Bacon (ANA 1983, NA 1994)
- Shigeru Ban (2016)
- George Grey Barnard (ANA 1902)
- George Randolph Barse (1900)
- Jennifer Bartlett (1994)
- Lorenzo Bartolini (Honorary NA 1833)
- James Beard (1872)
- William Beard (1862)
- Romare Bearden (ANA 1972)
- Cecilia Beaux (1902)
- Robert Bechtle (1994)
- James Carroll Beckwith (1894)
- George Wesley Bellows (ANA 1909, NA 1913)
- Pietro Belluschi (1957)
- Lynda Benglis (2011)
- Thomas Hart Benton (1956)
- Pietro Benvenuti (Honorary NA 1929)
- Eugene Berman (1954)
- Albert Besnard (Honorary NA 1932)
- Dawoud Bey (2015)
- Albert Bierstadt (1860)
- Isabel Bishop (1941)
- Thomas Birch (Honorary NA 1833)
- Ralph Albert Blakelock (1916)
- Reginald Blomfield (Honorary NA 1933)
- Peter Bohlin (2014)
- Léon Bonnat (Honorary NA 1917)
- Lee Bontecou (2004)
- Louise Bourgeois (1994)
- Alfred Thompson Bricher (ANA 1879)
- Fidelia Bridges (ANA 1873)
- Cecily Brown (2020)
- John George Brown (1863)
- Henry Kirke Brown (1851)
- Charles Bulfinch (Honorary NA 1827)
- Gordon Bunshaft (1959)

### C
- Paul Cadmus (ANA 1979, NA 1980)
- Walker O. Cain (1975)
- Alexander Stirling Calder (1913)
- Vincenzo Camuccini (Honorary NA 1829)
- Francis Bicknell Carpenter (ANA 1852)
- Frederick Catherwood (Honorary NA 1837)
- Elizabeth Catlett (2002)
- George Catlin (1826)
- Nick Cave (2015)
- Vija Celmins (2004)
- Enrique Chagoya (2020)
- John Chamberlain (2006)
- James Wells Champney (ANA 1882)
- William Merritt Chase (1890)
- Gilmore David Clarke (1946)
- Christo und Jeanne-Claude (2011)
- Frederic Edwin Church (1849)
- Thomas Dolliver Church (ANA 1973)
- Brad Cloepfil (2015)
- Chuck Close (1992)
- Alphaeus Philemon Cole (ANA 1930, NA 1941)
- Thomas Cole (Founder 1826)
- Samuel Colman (1862)
- Mario Cooper (1952)
- Peter von Cornelius (Honorary NA 1845)
- Robert Cottingham (1994)
- Thomas Crawford (Honorary NA 1838)
- Jasper Francis Cropsey (1851)
- Thomas Seir Cummings (Founder 1826)
- Charles Courtney Curran (ANA 1888)
- John Currin (2009)

### D
- Leon Dabo (1944)
- Louis Daguerre (Honorary NA 1839)
- Jo Davidson (ANA 1944)
- Alexander Jackson Davis (ANA 1827)
- José de Creeft (1964)
- Elaine de Kooning (1988)
- Willem de Kooning (1994)
- Robert De Niro, Sr. (1985)
- Charles Deas (ANA 1839)
- Paul Delaroche (Honorary NA 1845)
- Thomas Dewing (1888)
- Richard Diebenkorn (1982)
- Mark Di Suvero (2006)
- Elizabeth Diller (2011)
- Jim Dine (1994)
- John Henry Dolph (1898)
- Andrew Jackson Downing (Honorary NA 1845)
- Carroll Dunham (2010)
- William Dunlap (Founder 1826)
- Asher Brown Durand (Founder 1826, PNAD 1845–1861)
- Frank Duveneck (1906)

### E
- Thomas Eakins (1902)
- Charles Lock Eastlake der Ältere (Honorary NA 1845)
- Charles Warren Eaton (ANA 1901)
- Garrett Eckbo (1994)
- John Whetton Ehninger (ANA 1855, NA 1860)
- Fritz Eichenberg (1949)
- Godefroy Engelmann (1848)
- Mitch Epstein (2020)
- Jimmy Ernst (ANA 1977)
- Richard Estes (1984)
- Garth Evans (2010)

### F
- Hugh Ferriss (1960)
- Eric Fischl (ANA 1990, NA 1994)
- George Whiting Flagg (Honorary NA 1843, NA 1851)
- François Flameng (Honorary NA 1919)
- Sam Francis (1994)
- Helen Frankenthaler (1994)
- James Ingo Freed (1994)
- Daniel Chester French (1901)
- Frederick Carl Frieseke (1914)
- Zenos Frudakis (1993)
- Richard Buckminster Fuller (1970)

### G
- Jeanne Gang (2012)
- Ignaz Gaugengigl (ANA 1906)
- Frank Gehry (1994)
- Sam Gilliam (1999)
- Françoise Gilot (1995)
- Michael Graves (2012)
- Morris Graves (1994)
- Nancy Graves (1994)
- Eliza Pratt Greatorex (ANA 1869)
- Horatio Greenough (Honorary NA 1828)
- Marion Greenwood (1959)
- Walter Gropius (1968)
- George Grosz (ANA 1950)
- Philip Guston (ANA 1980)
- Charles Gwathmey (2004)

### H
- Richard Haas (ANA 1993, NA 1994)
- Peter Halley (2022)
- Walker Hancock (1939)
- Henry Janeway Hardenbergh (ANA 1910)
- Hugh Hardy (1994)
- James Hart (1859)
- William Stanley Haseltine (ANA 1860, NA 1861)
- Childe Hassam (1906)
- Erwin Hauer (1999)
- George Peter Alexander Healy (Honorary NA 1843)
- Al Held (1994)
- William Hennessy (1863)
- Robert Henri (1906)
- Carmen Herrera (2020)
- Albert Herter (1943)
- Thomas Hicks (1851)
- Steven Holl (2012)
- Winslow Homer (1865)
- Philip Hone (Honorary NA 1827)
- Thomas Hovenden (1882)
- Cecil de Blaquiere Howard (1948)
- William Morris Hunt (ANA 1871)
- Anna Hyatt Huntington (1922)
- Daniel Huntington (NA 1840, PNAD 1862–69; 1876–91)
- Peter Hurd (ANA 1941, NA 1942)

### I
- Henry Inman (Founder 1826)
- George Inness (ANA 1853, NA 1868)
- Washington Irving (Honorary NA, 1841)
- Eric Isenburger (ANA 1956, NA 1957)

### J
- Paul Jenkins (1997)
- John M. Johansen (1994)
- Jasper Johns (1994)
- Eastman Johnson (ANA 1859, NA 1860)
- Philip Johnson (1963)
- Joan Jonas (2012)
- Vytautas Kazimieras Jonynas (1994)
- Sylvia Shaw Judson (1965)

### K
- Louis I. Kahn (1965)
- Alex Katz (1994)
- Ellsworth Kelly (ANA 1992, NA 1994)
- Gouverneur Kemble (Honorary NA 1854)
- John Frederick Kensett (ANA 1848, NA 1849)
- Rockwell Kent (1949)
- Dan Kiley (1990)
- R. B. Kitaj (ANA 1981, NA 1984)
- Isidore Konti (1909)
- Mario Korbel (1944)
- Hendrik Dirk Kruseman van Elten (1883)

### L
- Victor Laloux (Honorary NA 1932)
- William F. Lamb (1950)
- Jonathan Lasker (2015)
- Jacob Lawrence (ANA 1971, NA 1979)
- Thomas Lawrence (Honorary NA 1827)
- Alfred Leslie (ANA 1971, NA 1994)
- Charles Robert Leslie (Honorary NA 1827)
- Emanuel Leutze (Honorary NA 1843, NA 1860)
- David Levine (1971)
- Jack Levine (ANA 1979, NA 1982)
- Maya Ying Lin (1994)
- Ludovico Lipparini (Honorary NA 1833)
- William Henry Lippincott (ANA 1885, NA 1897)
- James B. Longacre (Honorary NA 1827)
- Evelyn Beatrice Longman (1919)
- Augustus Lukeman (ANA 1909)

### M
- Frederick William MacMonnies (1906)
- Robert Mangold (2004)
- Christian Marclay (2013)
- Brice Marden (ANA 1992, NA 1994)
- Marisol (1994)
- Knox Martin (2002)
- Thom Mayne (1994)
- James McGarrell (1994)
- Julie Mehretu (2021)
- Richard Meier (ANA 1977, NA 1990)
- Gari Melchers (ANA 1904, NA 1906)
- Ludwig Mies van der Rohe (1964)
- Malcolm Morley (1994)
- Samuel F. B. Morse (Founder 1826, PNAD 1826–1845)
- Henry Mosler (ANA 1895)
- Eric Owen Moss (2014)
- Robert Motherwell (ANA 1990)
- William Sidney Mount (1832)
- Henry Siddons Mowbray (1893)
- Elizabeth Murray (1994)

### N
- Bruce Nauman (2012)
- John Neagle (ANA 1827, Honorary NA 1828)
- Alice Neel (1983)
- Richard Neutra (1964)
- James Craig Nicoll (ANA 1880, NA 1885)
- Isamu Noguchi (ANA 1983)
- Eliot Noyes (ANA 1967)

### O
- Violet Oakley (1929)
- Claes Oldenburg (1999)
- Jules Olitski (1994)
- Frederick Law Olmsted, Jr. (1929)
- Yoko Ono (2016)
- Catherine Opie (2016)
- Tom Otterness (ANA 1993, NA 1994)

### P
- William Page (ANA 1834; PNAD 1871–1873)
- Lawton S. Parker (ANA 1916)
- Maxfield Parrish (1906)
- Giuseppe Patania (Honorary NA 1841)
- Rembrandt Peale (Founder 1826; Honorary NA 1827)
- Charles Sprague Pearce (ANA 1906)
- Philip Pearlstein (ANA 1980, NA 1988)
- Ieoh Ming Pei (1965)
- César Pelli (1989)
- Joseph Pennell (ANA 1907, NA 1909)
- Beverly Pepper (2011)
- Ferdinand Pettrich (Honorary NA 1837)
- Renzo Piano (2013)
- Edward Henry Potthast (1906)
- John Russell Pope (1924)
- Edward Poynter (Honorary NA 1917)
- John Portman (ANA 1979, NA 1994)
- Martin Puryear (2014)
- Antoine Predock (2014)
- Howard Pyle (1907)

### R
- Walid Raad (2020)
- Abraham Rattner (ANA 1974)
- Robert Rauschenberg (1985)
- David Reed (2009)
- Luman Reed (Honorary NA 1834)
- Frederic Remington (ANA 1891)
- George Rickey (2001)
- Larry Rivers (1994)
- Kevin Roche (ANA 1967, NA 1973)
- Dorothea Rockburne (2002)
- John Rogers (1863)
- Alfred Philippe Roll (Honorary NA 1919)
- James Rosenquist (2013)
- Susan Rothenberg (2005)
- Paul Rudolph (1994)
- Edward Ruscha (2014)
- Albert Pinkham Ryder (1906)
- Robert Ryman (2006)

### S
- Betye Saar (2020)
- Eero Saarinen (1958)
- Eliel Saarinen (1946)
- Mosche Safdie (2013)
- Augustus Saint-Gaudens (1889)
- David Salle (2015)
- John Singer Sargent (1897)
- Miriam Schapiro (1999)
- Karl Friedrich Schinkel (Honorary NA 1834)
- Carolee Schneemann (2011)
- Ricardo Scofidio (2011)
- George Segal (1999)
- Annabelle Selldorf (2012)
- Henry Courtney Selous (Honorary NA 1839)
- Richard Serra (2006)
- Andres Serrano (2015)
- Joseph Severn (Honorary NA 1833)
- James Jebusa Shannon (ANA 1908)
- Joel Shapiro (2012)
- Cindy Sherman (2012)
- Amy Sillman (2010)
- Lorna Simpson (2013)
- Theodore Spicer Simson (ANA 1951)
- William Henry Singer (1931)
- Kiki Smith (2006)
- Raphael Soyer (1951)
- Theodoros Stamos (1994)
- Emma Stebbins (ANA 1842)
- Pat Steir (2006)
- Frank Stella (ANA 1990, NA 1994)
- Gary Stephan (2016)
- Robert A. M. Stern (2007)
- Maurice Sterne (1944)
- Gilbert Stuart (Honorary NA 1827)
- Michelle Stuart (1994)
- Hugh Stubbins (1974)
- Thomas Sully (Honorary NA 1827)
- Sarah Sze (2013)

### T
- Lorado Taft (1911)
- Henry Ossawa Tanner (1927)
- Pietro Tenerani (Honorary NA 1847)
- Abbott Thayer (1901)
- Wayne Thiebaud (ANA 1985, NA 1987)
- Louis Comfort Tiffany (1880)
- Launt Thompson (1862)
- Bertel Thorvaldsen (Honorary NA 1829)
- Mark Tobey (ANA 1972)
- George Tooker (ANA 1968, NA 1970)
- Ithiel Town (Founder 1826, Honorary NA 1839)
- Dwight William Tryon (1891)
- Bernard Tschumi (2012)
- William Tucker (2011)
- Richard Tuttle (2012)
- Cy Twombly (2006)
- Anne Tyng (1994)

### U
- Walter Ufer (1926)

### V
- William Van Alen (ANA 1943)
- John Vanderlyn (Founder 1826)
- Elihu Vedder (1865)
- Robert Venturi (2011)
- Horace Vernet (Honorary NA 1845)
- Gulian C. Verplanck (Honorary NA 1830)
- Rafael Viñoly (1994)
- Bill Viola (2012)
- Carl Christian Vogel von Vogelstein (Honorary NA 1833)
- Douglas Volk (ANA 1898, NA 1899)
- Robert Vonnoh (1906)

### W
- Horatio Walker (ANA 1890, NA 1891)
- Kara Walker (2007)
- Egide Charles Gustave Wappers (1833)
- Aaron Ward (Honorary NA 1834)
- Lynd Ward (1958)
- Heinz Warneke (1966)
- Aston Webb (Honorary NA 1919)
- Adolph Alexander Weinman (1911)
- Julian Alden Weir (NA 1886, PNAD 1915–1917)
- Gertrude Vanderbilt Whitney (ANA 1940)
- Worthington Whittredge (NA 1861, PNAD 1864-76)
- William T. Wiley (1994)
- Tod Williams (2010)
- Frank Lloyd Wright (ANA 1952)
- Alexander Helwig Wyant (ANA 1868, NA 1869)
- Andrew Wyeth (1945)
- N. C. Wyeth (1941)